# Isole Cayman ai Giochi della XXIX Olimpiade
Le Isole Cayman ha partecipato ai Giochi della XXIX Olimpiade di Pechino, svoltisi dall'8 al 24 agosto 2008, con una delegazione di 4 atleti.

## Atletica leggera
| Gara            | Atleta              | Batterie | Batterie | Quarti | Quarti | Semifinali | Semifinali | Finale | Finale |
| Gara            | Atleta              | Tempo    | Pos.     | Tempo  | Pos.   | Tempo      | Pos.       | Tempo  | Pos.   |
| --------------- | ------------------- | -------- | -------- | ------ | ------ | ---------- | ---------- | ------ | ------ |
| 110 m ostacoli  | Ronald Forbes       | 13"59    | 5        | 13"72  | 5      |            |            |        |        |
| 200 m femminili | Cydonie Mothersille | 22"76    | 3        | 22"83  | 4      | 22"61      | 4          | 22"68  | 8      |

## Nuoto
| Gara               | Atleta        | Batterie | Batterie | Semifinali | Semifinali | Finale | Finale |
| Gara               | Atleta        | Tempo    | Pos.     | Tempo      | Pos.       | Tempo  | Pos.   |
| ------------------ | ------------- | -------- | -------- | ---------- | ---------- | ------ | ------ |
| 100 m stile libero | Shaune Fraser | 49"56    | 36       |            |            |        |        |
| 200 m stile libero | Shaune Fraser | 1'48"60  | 26       |            |            |        |        |
| 200 m dorso        | Brett Fraser  | 2'01"17  | 29       |            |            |        |        |